# Riehe (Suthfeld)

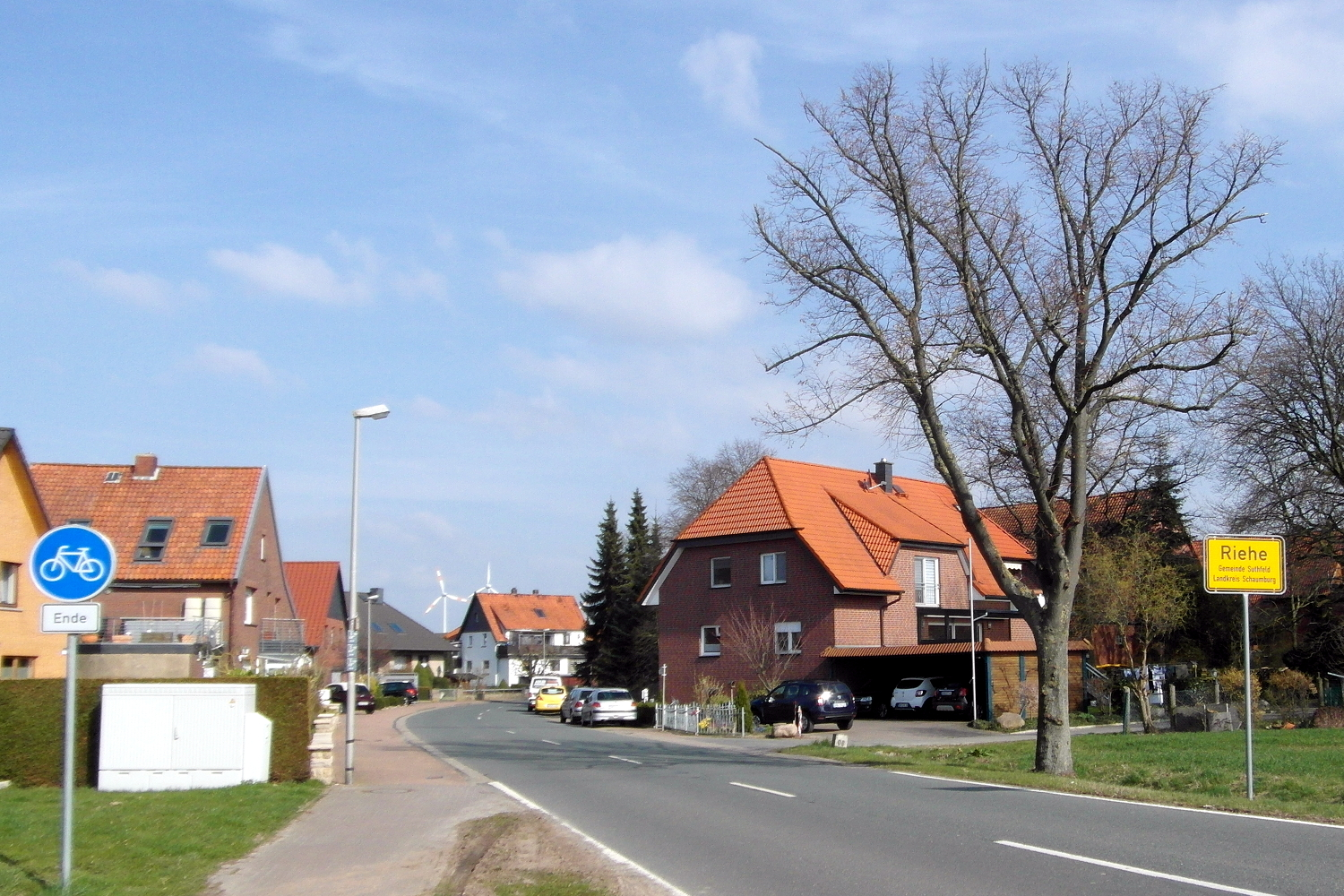
Südliche Ortseinfahrt von Riehe

Riehe ist ein Ortsteil der Gemeinde Suthfeld im Landkreis Schaumburg in Niedersachsen. Suthfeld ist eine Gemeinde ohne namengebenden Hauptort.

## Lage
Das Dorf liegt etwa drei Kilometer nordöstlich von Bad Nenndorf im Schaumburger Land am nordwestlichen Deisterrand. Im Osten verläuft die Bundesautobahn 2, im Westen die Bundesstraße 442.

## Geschichte

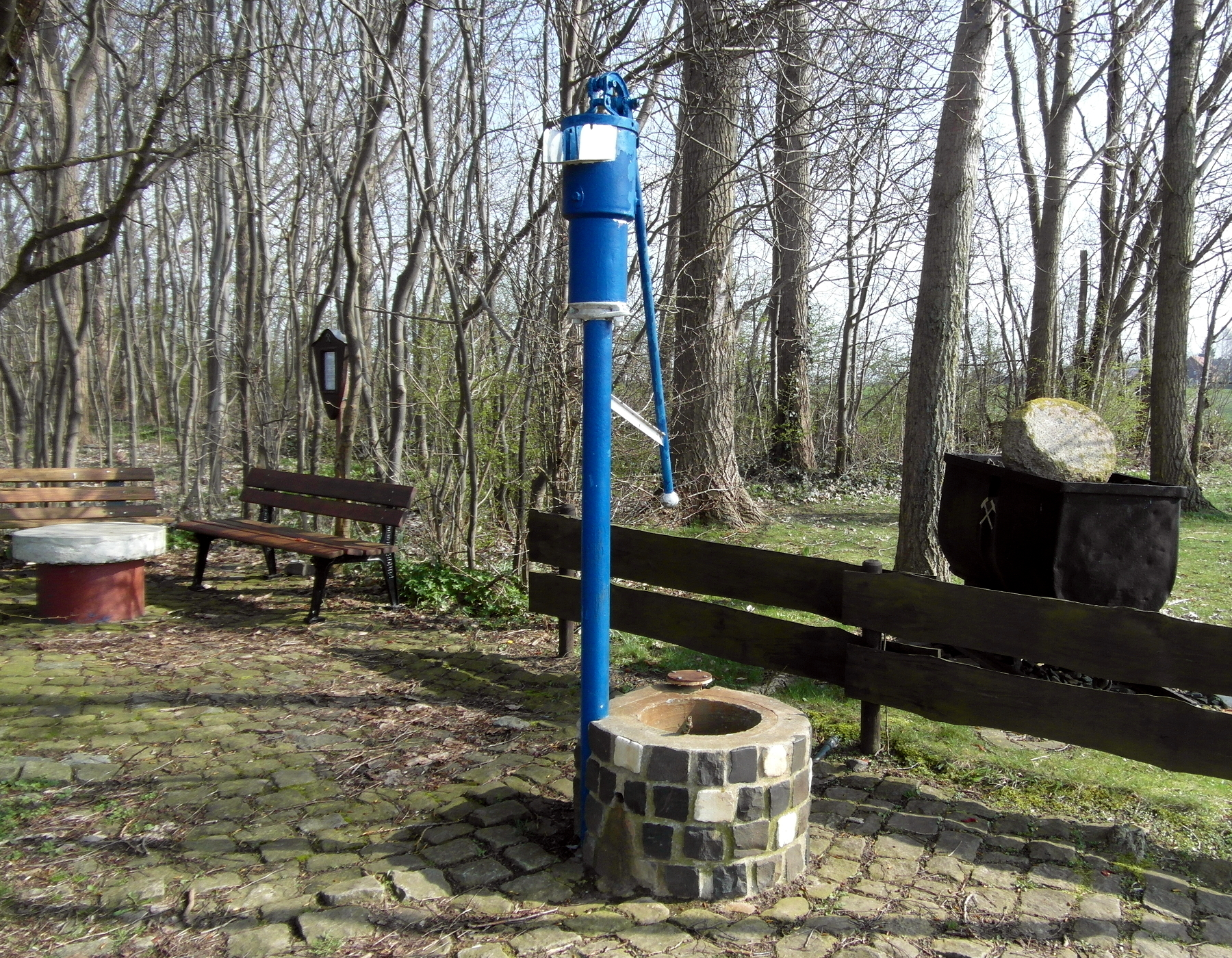
Der Gemeindebrunnen Riehe

Riehe ist als Nebendorf von Waltringhausen entstanden. In einer Einwohnerliste Waltringhausens aus dem Jahr 1582 werden Bewohner in Up der Rie genannt. 1665 wird erstmals nachweislich ein Krugwirt erwähnt. Erst 1747 wird im „Stadt- und Dorfbuch des Ober- und Niederfürstentums Hessen“ Riehe als Ort mit 35 Feuerstellen genannt. Wegen der schlechten Grundwasserverhältnisse erstellten Rieher Bergleute 1893 an der Gemarkungsgrenze zu Waltringhausen einen Gemeindebrunnen.
Am 1. März 1974 wurde Riehe in die Gemeinde Suthfeld eingegliedert.

## Verkehr
Über die Bundesautobahn 2, Anschlussstelle Bad Nenndorf, sind Hannover und der Flughafen Hannover-Langenhagen in etwa 30 Minuten mit dem Pkw erreichbar. Der nächstgelegene Bahnhof befindet sich in Haste. Der ÖPNV wird durch die Schaumburger Verkehrs-Gesellschaft (SVG) über eine Buslinie sichergestellt.

## Kultur und Sehenswürdigkeiten
- Das Ehrenmal für die Gefallenen aus beiden Weltkriegen besteht aus drei Sandstein-Stelen und steht am südlichen Ortsausgang.
- Im Ort gibt es mehrere mittelständische Gewerbebetriebe sowie einen Gastronomiebetrieb und ein Hotel.
- Riehe gehört zum Kirchspiel Bad Nenndorf, Bestattungen finden auf dem Friedhof in Waltringhausen statt.
- Mit dem „Lindenbrinklied“ hat der Ort auch eine eigene Hymne.
- Auf der Erhebung Lindenbrink wurden 2012 Reste der Wüstung auf dem Lindenbrink entdeckt.
- An jährlich wiederkehrenden Veranstaltungen finden das Pumpenfest und das Erntefest statt.